# Ladik (district)
Ladik is een Turks district in de provincie Samsun en telt 18.394 inwoners (2007). Het district heeft een oppervlakte van 464,8 km². Hoofdplaats is Ladik.
De bevolkingsontwikkeling van het district is weergegeven in onderstaande tabel.
| 1997   | 2000   | 2007   |
| ------ | ------ | ------ |
| 22.980 | 22.041 | 18.394 |